# Ficus drupacea
Ficus drupacea är en mullbärsväxtart som beskrevs av Carl Peter Thunberg. Ficus drupacea ingår i släktet fikonsläktet, och familjen mullbärsväxter. Inga underarter finns listade i Catalogue of Life.

## Bildgalleri

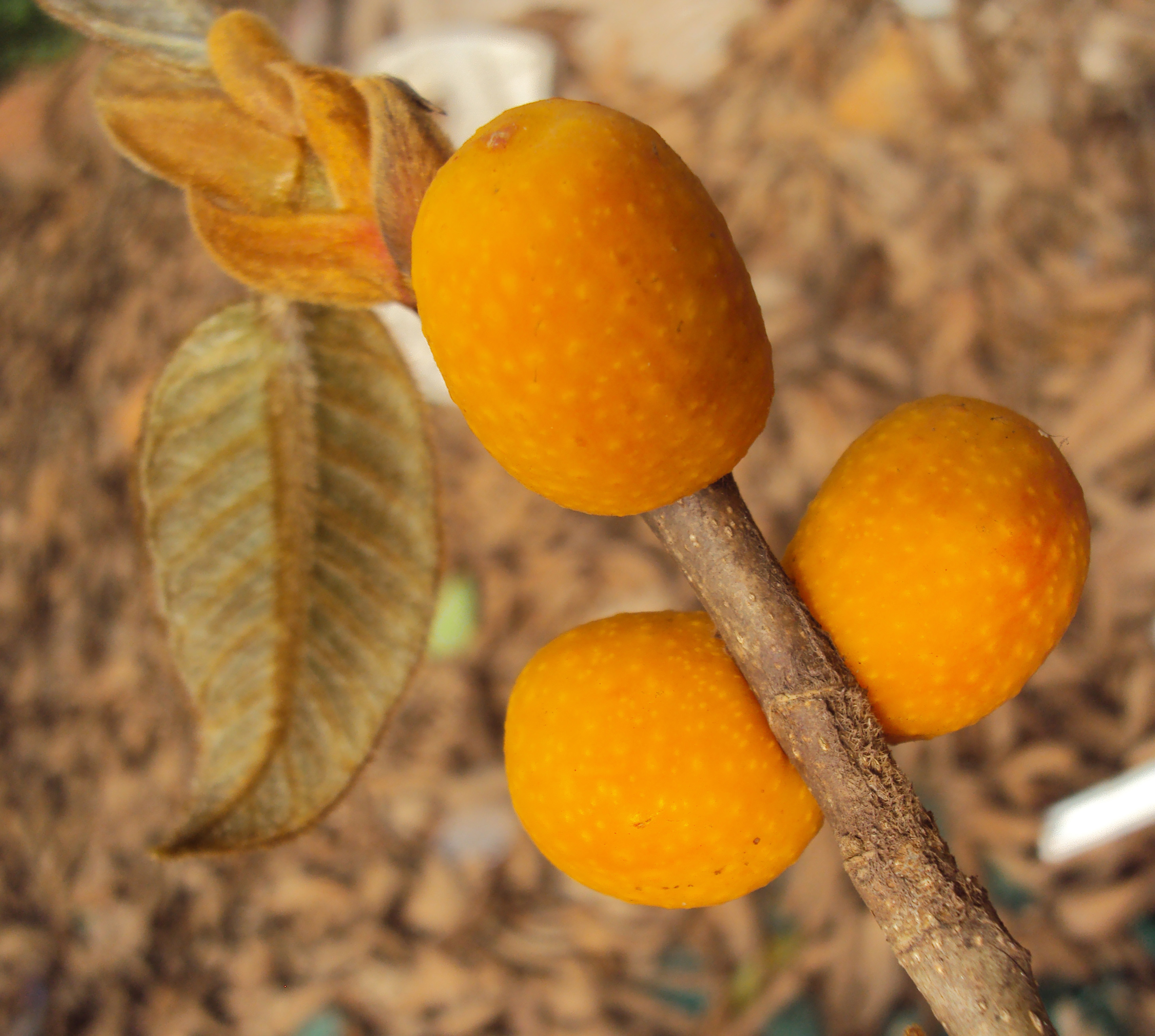
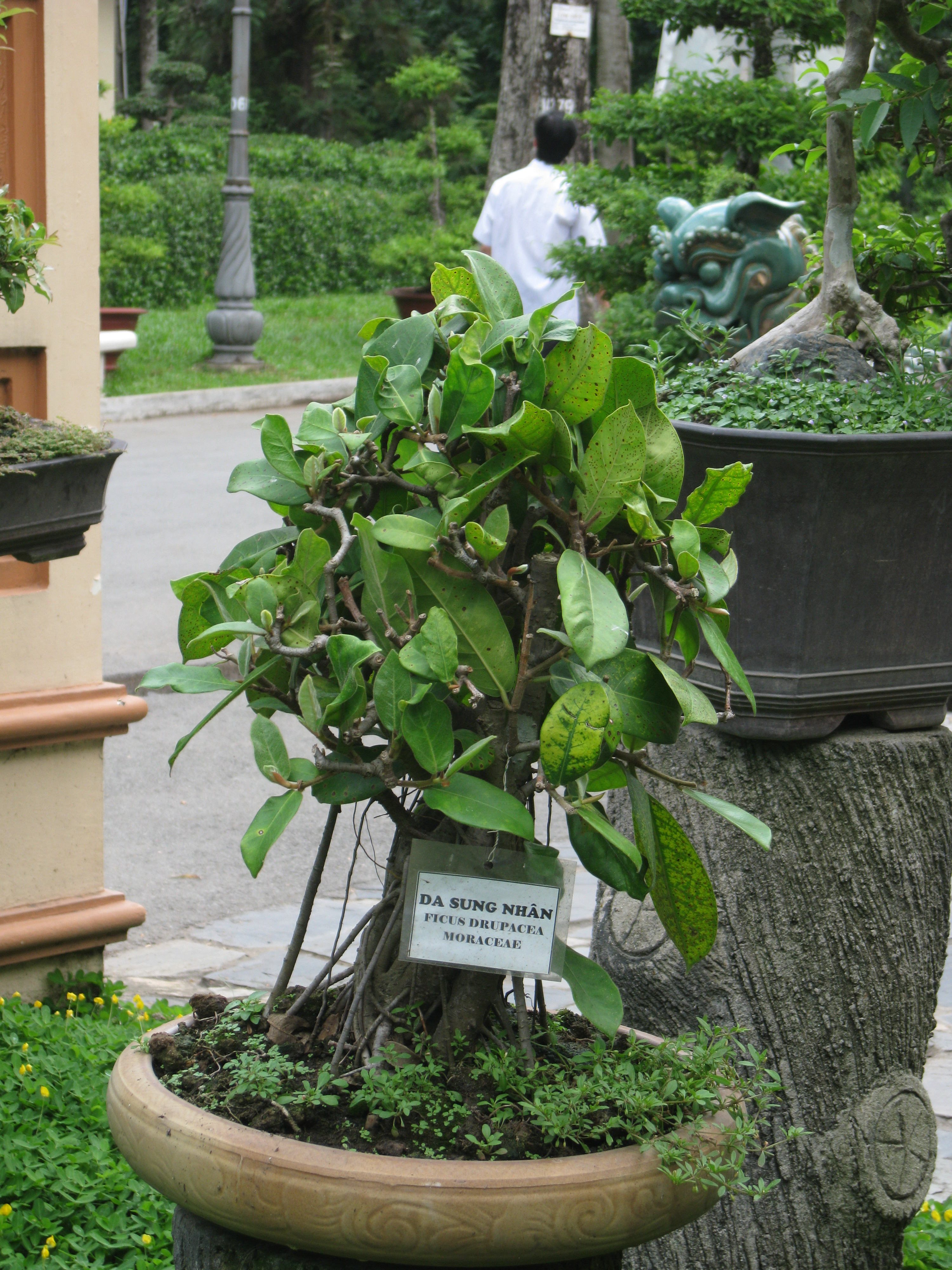
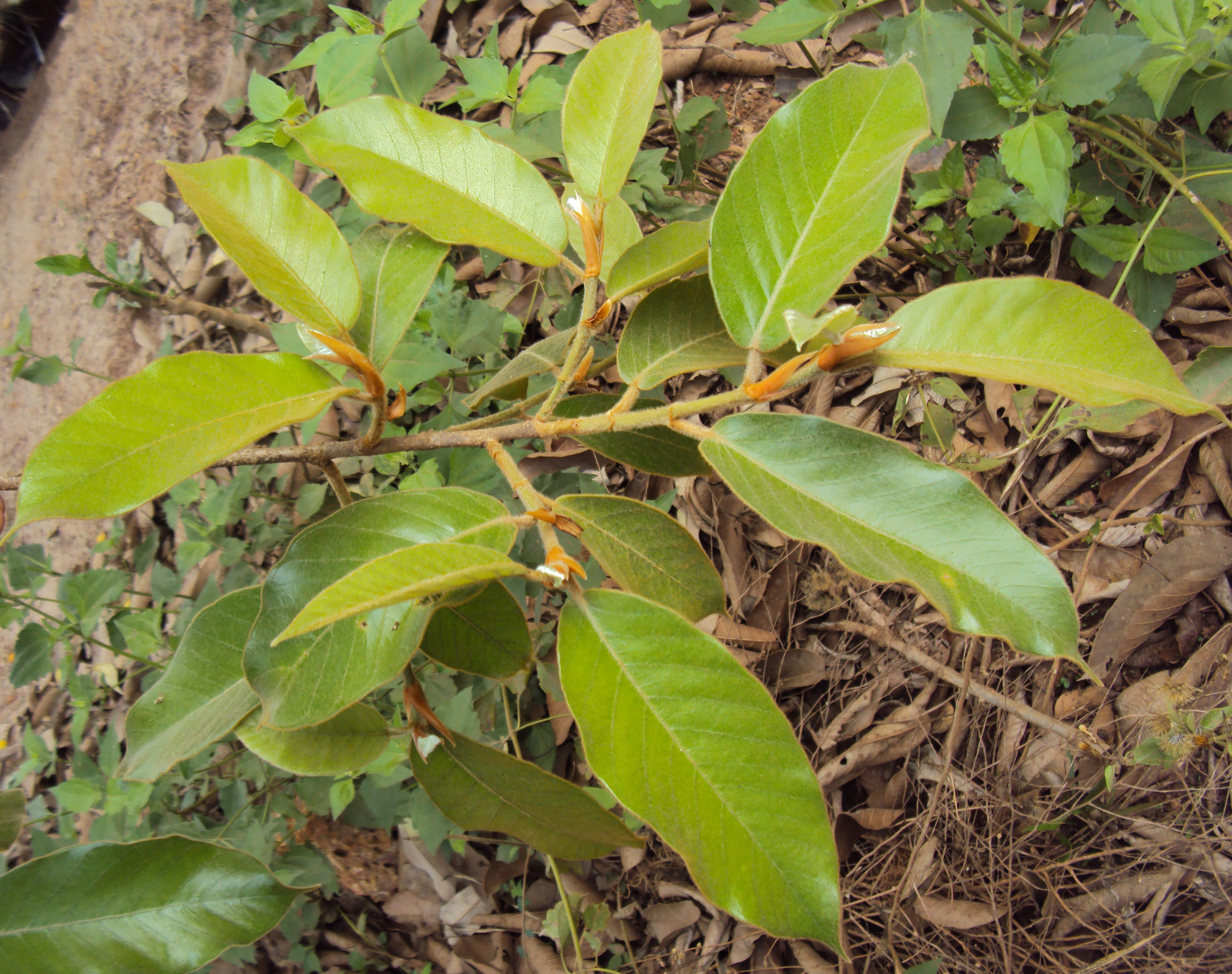
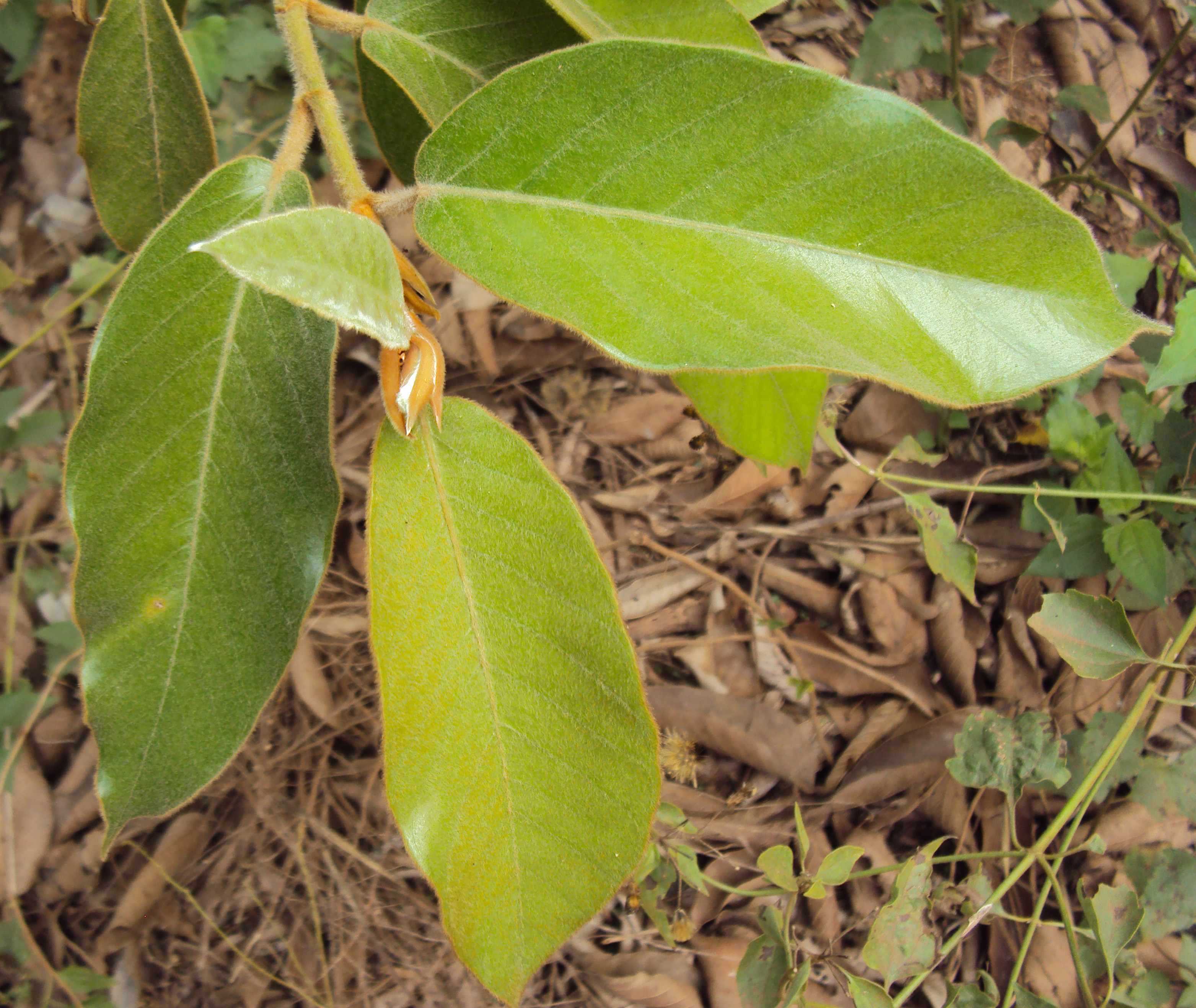
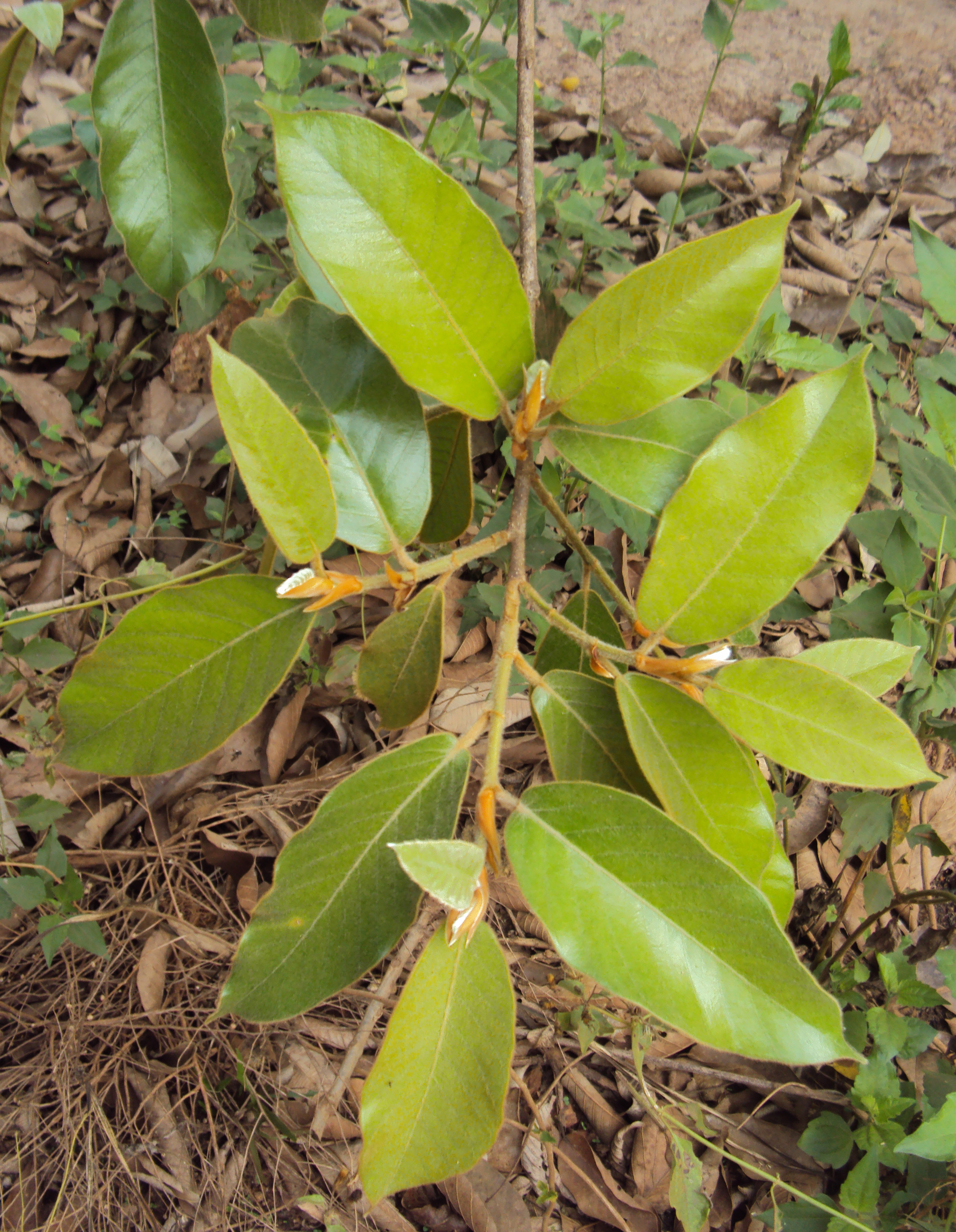